# Вудроу, Билл
Билл Вудроу (англ. Bill Woodrow; род. 1948, Оксфордшир, Великобритания) — английский скульптор, концептуалист.

## Биография
- Родился в 1948 в Оксфордшире, Великобритания.
- 1967—1968 учился в Уинчестерской школе искусств.
- 1968—1971 Школа искусств Сен-Мартина, Лондон.
- 1971—1972 Школа искусств Челси, Лондон.
- 1982 Представлял Великобританию на Биеннале в Сиднее
- 1982 Представлял Великобританию на Биеннале в Париже
- 1985 Представлял Великобританию на Биеннале в Париже
- 1986 Финалист Премии Тернера
- 1988 Обладатель Премии Anne Gerber, Музей искусств в Сиэтле, США
- 1983 Представлял Великобританию на Биеннале в Сан-Паулу
- 1991 Представлял Великобританию на Биеннале в Сан-Паулу
- 1996—2001 Член попечительского совета Галереи Тейт
- 2002 Избран в Королевскую академию искусств
- 2003 Член попечительского совета Imperial War Museum
- 2003 Ректор Университета искусств в Лондоне

Живёт и работает в Лондоне.

## Творчество
Член группы «Новая британская скульптура». Занимался ассамбляжами из отслужившей домашней техники и прочих предметов, причем размещал свои скульптуры на полу в галерее в манере Каро, Морриса и Джадда. Поначалу, в таких работах, как «Пять предметов» (1980), Вудроу разбирал обычные бытовые предметы на части, а затем собирал как придется и раскладывал на полу. В дальнейшем скульптор начал выкраивать одни предметы из других таким образом, чтобы снабдить детали объекта ссылками на домашний мир, в котором он когда-то существовал. В 1990-х скульптор начал работать в бронзе, сохранив нарративность и стилистику своих работ. Например, в работе «In Awe of the Pawnbroker» (1994), где рассматриваются символы ростовщика. В этой скульптуре множество элементов, так что она скорее напоминает инсталляцию. Интересно, что поздние работы Вудроу, выполненные в бронзе, внешне напоминают ассамбляжи.